# 芒特奧利夫 (阿肯色州華盛頓縣)
芒特奧利夫（英語：Mount Olive）是位於美國阿肯色州華盛頓縣的一個非建制地區。該地的面積和人口皆未知。

## 地理
芒特奧利夫的座標為36°00′06″N 93°57′05″W / 36.00167°N 93.95139°W，而該地的平均海拔高度為484米（即1588英尺）。